# Death Is Not Glamorous
I Death Is Not Glamorous sono un gruppo melodic hardcore punk norvegese fondato nel 2004 a Oslo. La band è una tra le poche esponenti della scena punk rock norvegese, paese notoriamente conosciuto per la seminale corrente black metal. Inizialmente partiti come band nota solo a livello underground, con tecniche di produzione musicale basate sull'autoproduzione, la band si è segnata nel 2006 con la Dead & Gone Records, che nel 2006 ha pubblicato il loro omonimo EP e i loro 2 successivi album nel 2007 e nel 2009.

## Storia
La band è stata fondata nel 2004 dal cantante Christian Medaas insieme al chitarrista della band, Terje Moxness Kortner e il secondo chitarrista Bjerved Espen. Ha anche poi aderito l'ex batterista dei Damage Control Skar nel nascente gruppo. Successivamente Emanuele Lapponi come bassista e tastierista e Mathias Albinsson come bassista armonico e chitarrista sono entrati a far parte della band. Ciò infatti si è dimostrato come un esempio di ecletticismo musicale, l'utilizzo del doppio basso. Sfortunatamente a gennaio del 2009 i due lasciarono la band, e il batterista Skar li sostituì.
Dopo le prime apparizioni hanno ottenuto il primo demo sotto contratto con l'etichetta inglese della Dead & Gone Records. Ciò seguirà poi la pubblicazione del primo full-length, Wide Eyes. Successivamente, il gruppo si dedicò ad una lunga tournée, insieme alla band degli Hoods Up.

## Stile ed influenze
Secondo le critiche, i Death Is Not Glamorous sono classificati come gruppo melodic hardcore punk: infatti la loro musica ricalca gli stilemi dell'hardcore punk della vecchia scuola, unendoli a riff di chitarra e voci melodiche. I pezzi sono generalmente veloci e di breve durata. La band dichiara tra le proprie influenze Dag Nasty, Embrace, Lifetime, Fugazi, Minor Threat, Rites of Spring e Turning Point, che non a caso sono considerate anche band iniziatrici della corrente emo. Infatti i Death Is Not Glamorous presentano caratteristiche molto simili alla prima ondata emo, ma non sono considerati come una band tale.

## Formazione
- Christian Medaas - voce
- Even Skår - basso, batteria
- Espen Bjerved - chitarra
- Terje Moxness Kortner - chitarra

## Discografia

### Album di studio
- 2007 - Wide Eyes
- 2009 - Soft Clicks

### EP, Demo e Split 7"
- 2005 - Untitled
- 2006 - Death Is Not Glamorous
- 2007 - Undercurrents
- 2007 - Split 7" with Down And Outs
- 2007 - Split 7" with Another Year